# Stortjärnen (Gåxsjö socken, Jämtland, 708074-146708)
Stortjärnen är en sjö i Strömsunds kommun i Jämtland och ingår i Indalsälvens huvudavrinningsområde. Sjön har en area på 0,0489 kvadratkilometer och ligger 371,5 meter över havet.

## Delavrinningsområde
Stortjärnen ingår i det delavrinningsområde (707710-146604) som SMHI kallar för Ovan Elakbäcken. Medelhöjden är 381 meter över havet och ytan är 60,08 kvadratkilometer. Räknas de 39 avrinningsområdena uppströms in blir den ackumulerade arean 289,63 kvadratkilometer. Öjån som avvattnar avrinningsområdet har biflödesordning 3, vilket innebär att vattnet flödar genom totalt 3 vattendrag innan det når havet efter 236 kilometer. Avrinningsområdet består mestadels av skog (78 procent) och sankmarker (11 procent). Avrinningsområdet har 0,19 kvadratkilometer vattenytor vilket ger det en sjöprocent på 0,3 procent.